# NGC 4336
NGC 4336 = IC 3254 ist eine Linsenförmige Galaxie vom Hubble-Typ SB0/a im Sternbild Haar der Berenice am Nordsternhimmel. Sie ist schätzungsweise 45 Millionen Lichtjahre von der Milchstraße entfernt und hat einen Durchmesser von etwa 25.000 Lj.
Das Objekt wurde am 27. April 1785 von William Herschel entdeckt und im NGC-Katalog als NGC 4336 verzeichnet. Royal Frost entdeckte die Galaxie am 7. Mai 1904, welcher im IC-Katalog als IC 3254 verzeichnet worden ist.